# Ali Qushji
Ala al-Dīn Ali ibn Mahoma (1403 – 16 de diciembre de 1474), también conocido como Ali Qushji (en persa y turco: علی قوشچی, kuşçu – halconero en turco; en latín: Ali Kushgii) fue un astrónomo, matemático y físico originario de Samarcanda y que finalmente se estableció en el imperio otomano.
Como discípulo de Ulugh Beg, es conocido por su trabajo en hacer la astronomía independiente de la filosofía natural y en proporcionar evidencia empírica sobre la rotación de la Tierra en su tratado Sobre de la Supuesta Dependencia de la Filosofía de la Astronomía. Además, contribuyó a la obra magna de Ulugh Beg, Zij-i-Sultani y a la fundación de la madraza Sahn-ı Seman, uno de los primeros centros para el estudio de ciencias islámicas en el imperio otomano. Ali Kuşçu fue también autor de varios trabajos y manuales científicos sobre astronomía.

## Biografía

### Orígenes y trabajo en Asia Central
Ali Kuşçu nació en 1403 en Samarcanda (actual Uzbekistán). Su nombre de nacimiento fue Ala al-Dīn Ali ibn Mahoma al-Qushji. El último nombre, Qushji derivó del término turco kuşçu—"halconero"—debido a que padre Muhammad Ali era el cetrero real de Ulugh Bug. Las fuentes le atribuyen un origen turco o persa.

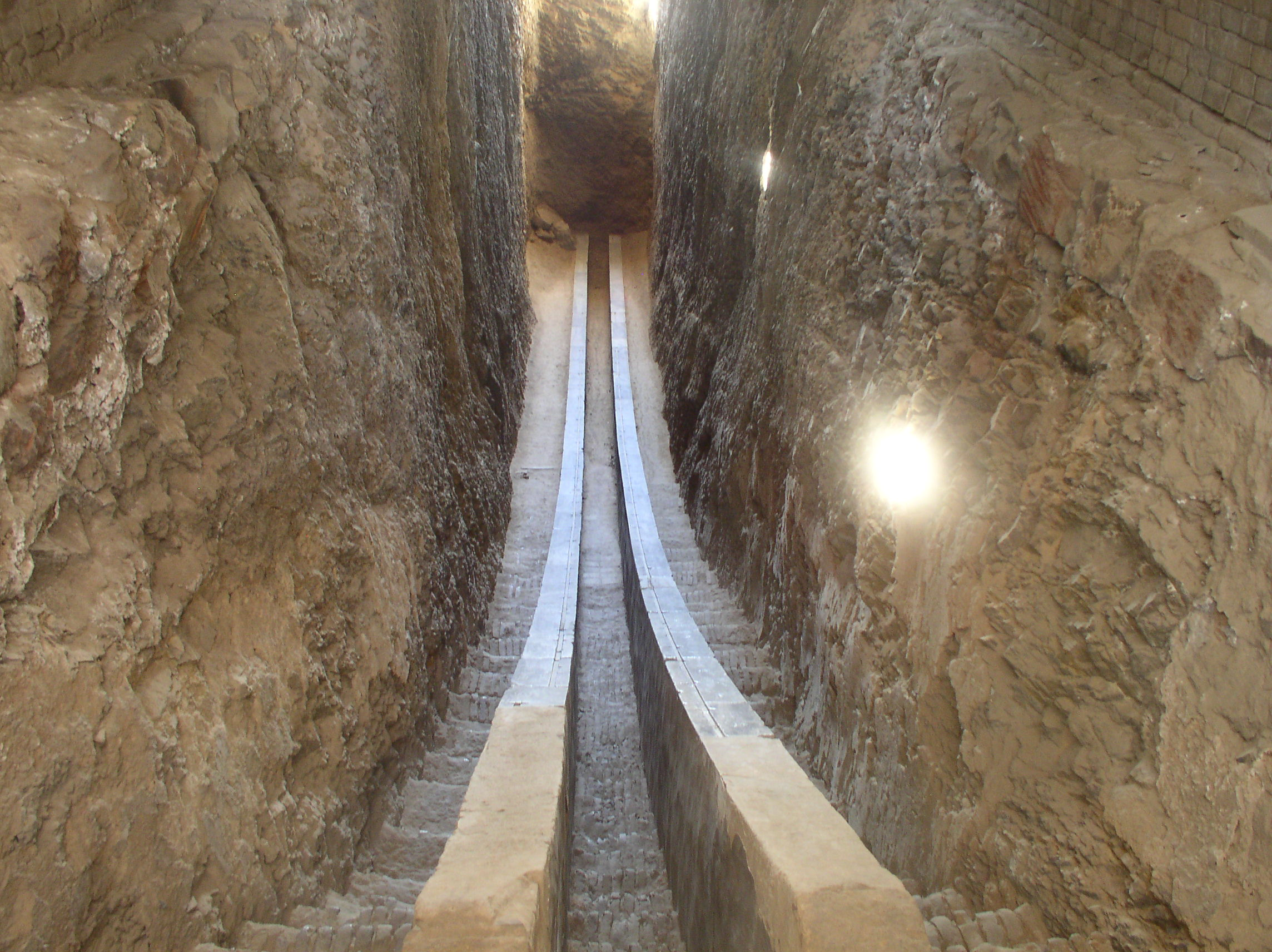
Observatorio de Ulugh Beg, lugar de trabajo de Ali Qushji durante una parte significativa de su carrera.

Se formó bajo la tutela de Qazi zadeh Rumi, Ghiyāth al-Dīn Jamshīd Kāshānī y Muin al-Dīn Kashi. Tras trasladarse a Kermán (Persia), investigó las tormentas en el mar de Omán. Completó entonces su Sala-e Eshkal-i Ghammar (Explicaciones de los Periodos de la Luna) y el Sharh-e Tajrid en Kirman. Se volvió a trasladar a Herat y fue profesor de astronomía de Molla Cami (1423). Después regresó a Samarcanda. Allípresentó su trabajo sobre la Luna a Ulugh Beg, quien lo encontró tan fascinate que leyó la obra entera de pie. Ulugh Beg le otorgó un puesto en su Observatorio, uno de los principales centros astronómicos de la época. Qushji trabajó allí hasta el asesinato de Ulugh Beg.
Después de dicha muerte, Ali Kuşçu pasó Herat, Taskent y finalmente Tabriz dónde, alrededor 1470, el gobernante de Ak Koyunlu, Uzún Hasán, le envió como embajador ante el sultán otomano Mehmed II. En aquel tiempo Husayn Bayqarah había restablecido el orden en Herat pero Qushji prefirió Constantinopla dado el mecenazgo de Mehmed con los científicos e intelectuales.

### Vida en Constantinopla

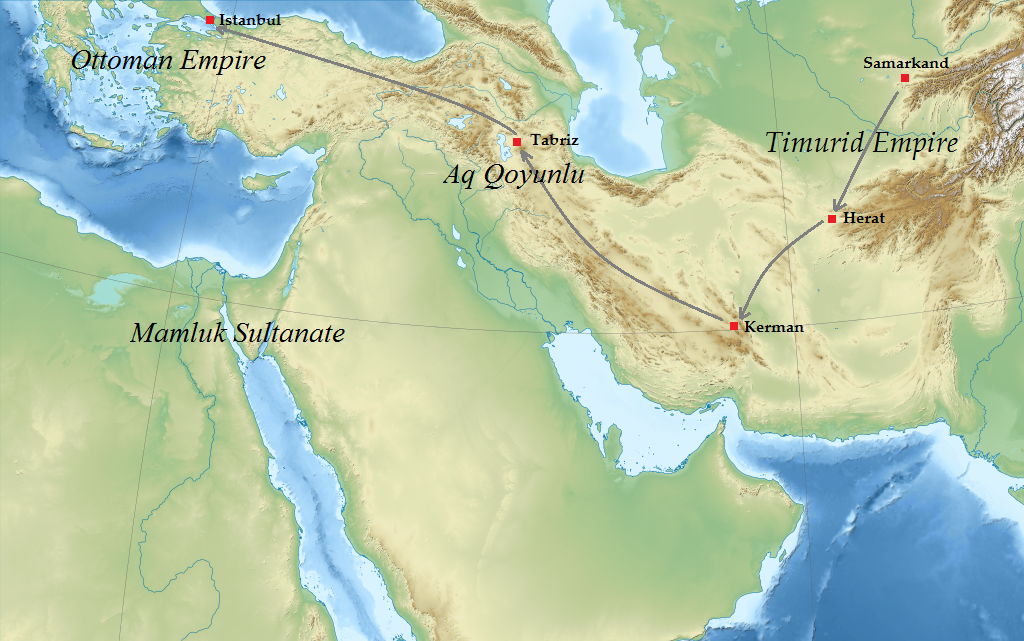
Viaje al Imperio otomano

A su llegada a Constantinopla, su nieto Ghutb al-Dīn Muhammed tuvo un hijo, Mirim Çelebi quién sería a su vez famoso como matemático y astrónomo. Ali Kuşçu compuso "risalah dar heno'en" en persa para Mehmed II en Constantinopla en 1470. También escribió en Constantinopla "Sharh e resalye Fathiyeh", "resalye Mohammadiye" tratados de matemáticas en árabe. También escribió el "Sharh e tejrid" (a veces llamado "Sharh e Jadid"), terminando la obra de Nasir al-Din al-Tusi  "Tejrid al-kalam".

## Contribuciones a la astronomía
Qushji mejoró el modelo planetario de Nasir al-Din al-Tusi y presentó un modelo planetario alternativo para Mercurio. Fue también uno de los astrónomos del equipo de Ulugh Beg en el Observatorio de Samarcanda y con ello contribuyó al Zij-i-Sultani. Además de esas contribuciones Ali Kuşçu redactó nueve trabajos sobre astronomía, dos de ellos en persa y siete en árabe. Dos de sus obras, Tratado sobre la Aritmética y Tratado sobre la Astronomía, fueron traducidos al latín y publicados por John Greaves en 1650.

### Sobre la Supuesta Dependencia de la Filosofía de la Astronomía
Su mayoría obra astronómica es Sobre la Supuesta Dependencia de la Filosofía de la Astronomía, Bajo la influencia de teólogos islámicos opuestos a la visión aristotélica de la astronomía, Qushji escribió la obra como refutación de la física aristotélica y defensa de una filosofía natural separada de la astronomía islámica, dejando a la segunda como una ciencia puramente empírica y matemática. Esto le permitió explorar alternativas a la idea aristotélica de una Tierra estacionaria y considerarla mudable (aun así Savage-Smith afirma que los astrónomos islámicos no propusieron un universo heliocéntrico). Encontró evidencia empírica sobre la rotación de la Tierra a través de su observación de cometas y concluyó con base en la evidencia empírica (en vez de la filosofía especulativa), que la teoría de la Tierra en movimiento era tan probablemente cierta como la teoría estacionaria.
Su predecesor al-Tusi se había dado cuenta de que "los cuerpos en descenso uniforme y la uniformidad de movimientos celestiales," ambos se comportaban "en una manera sola,” aunque él todavía confiaba en la física aristotélica como fuente de "principios seguros que sólo los filósofos naturales podrían proporcionar al astrónomo." Qushji tomó este concepto más allá y propuso que "el astrónomo no tenía ninguna necesidad de la física aristotélica y de hecho tendría que establecer sus propios principios físicos independientemente de los filósofos naturales." Junto a su rechazo del concepto aristotélico de una tierra inmóvil, Qushji sugirió que no había ninguna necesidad de seguir la idea aristotélica de los cuerpos celestiales que mueven en movimiento circular uniforme.
El trabajo de Qushji fun un paso importante para rebasar la física aristotélica y establecer una astronómía moderna independiente. Se considera una "revolución conceptual" sin precedentes en la astronomía europea hasta la revolución copernicana del siglo XVI. Su visión sobre el movimiento de la Tierra era similar a la postura más tardías de Nicolás Copérnico aunque nunca se ha podido concluir si el segundo tuvo conocimiento de la obra de Qushji. Probablemente ambos llegaron en conclusiones similares tras estudiar las obras Nasir al-Din al-Tusi. Esto sí ha sido sugerido dada la "notable coincidencia entre un pasaje en De revolutionibus (I.8) y otro en la obra de Ṭūsī Tadhkira (II.1[6]) que apuntan a que Copérnico seguía las objeciones de Ṭūsī a las pruebas de la inmovilidad de la Tierra de Ptolomeo."

## Obras

### Astronomía[20][21]
- Sharh e Zîj e Ulugh Beg (en persa)
- Resale fi Halle Eshkale Moadeleye Ghamar lil-Masir (Faide fi Eshkâli Utared)
- Resale fi Asli'l-HâricYumkin fi es-Sufliyyeyn
- Sharh 'ale't-Tuhfeti'h-Shâhiyye fi al-Heyat
- Resale dar olmo-i Heyat (en persa)
- el-Fathiyye fî Olmo al-Heyat (en árabe)
- Resale fi Sala-e Eshkal-i Ghammar (en persa)
- Respecto de la Dependencia Supuesta de Astronomía a Filosofía

### Matemáticas[22]
- Resaletu'l-Muhammediyye fi-Hesab (en persa)
- Resale dar olmo-e Hesab: Suleymaniye

### Kalam y Fiqh
- Sharh e Jadid ale't-Tejrîd
- Hashiye ale't-Telvîh
- Unkud-üz-Zevahir fi Nazm-al-Javaher

### Mecánica[23]
- Tazkare fi Âlâti'r-Ruhâniyye

### Lingüística[24]
- Sharh Risâleti'l-Vadiyye
- El-Ifsâh'
- El-Unkûdu'z-Zevâhir fî Nazmi'l-Javâher
- Sharh e h-Shâfiye
- Resale fî Beyâni Vadi'l-Mufredât
- Fâ'ide li-Tahkîki Lâmi't-Ta'rîf
- Resale mâ Ene Kultu
- Resale fî'l-Hamd
- Resale fî Ilmi'l-Me'ânî
- Resale fî Bahsi'l-Mufred
- Resale fî'l-Fenni es-Sânî min Ilmihal-Beyân
- Tafsir e-Bakara ve Âli Imrân
- Risâle fî'l-İstişâre
- Mahbub-al-Hamail fi kashf-al-mesail
- Tajrid-al-Kalam